# Ставкі (Вармінсько-Мазурське воєводство)
Ставкі (пол. Stawki, нім. Stawken, 1938-1945 Staken) — село в Польщі, у гміні Венґожево Венґожевського повіту Вармінсько-Мазурського воєводства.
Населення — 192 особи (2011).
У 1975-1998 роках село належало до Сувальського воєводства.

## Демографія
Демографічна структура станом на 31 березня 2011 року:
|          | Загалом | Допрацездатний вік | Працездатний вік | Постпрацездатний вік |
| -------- | ------- | ------------------ | ---------------- | -------------------- |
| Чоловіки | 95      | 19                 | 71               | 5                    |
| Жінки    | 97      | 21                 | 55               | 21                   |
| Разом    | 192     | 40                 | 126              | 26                   |